# Marij Čuk
Marij Čuk [márij čúk], slovenski pesnik, pisatelj ter gledališki režiser in kritik, * 23. junij 1952, Trst, Svobodno tržaško ozemlje.
Marij Čuk je v tržaški slovenski književnosti predstavnik  modernističnih prizadevanj pod vplivom realizma in ludizma, tako imenovane samostalniške poezije, nenavadnih pojmovnih zvez in fantazmagorij.

## Delo
Doslej je izdal osem samostojnih pesniških zbirk in napisal "zamejsko trilogijo" romanov:
- Pena majskega vala (1998)
- Molk koloradskih hroščev (2016) in
- Prah (2018)

Leta 2020 je izdal še roman Črni obroč o požigu Narodnega doma, 2023 roman Fojba (it. La Foiba) in 2025 Zlato zrno.
Več satiričnih nadaljevank za tržaški radio ter tri gledališke igre, ki jih je v svojih abonmajskih sezonah uprizorilo Slovensko stalno gledališče v Trstu. Kot gledališki kritik je sodeloval z vsemi osrednjimi slovenskimi časopisi. Njegova dela so bila prevedena v številne tuje jezike. Skoraj celo življenje je bil najprej novinar, nato glavni urednik slovenskega informativnega sporeda deželnega sedeža RAI za Furlanijo - Julijsko krajino v Trstu in tako edini slovenski visoki funkcionar italijanske javne radiotelevizijske ustanove RAI.
Leta 2018 je prejel literarno nagrado Vstajenje. 
Leta 2022 je italijanski prevod Črnega obroča (Fiamme nere) osvojil drugo mesto na italijanski vsedržavni književni nagradi Nabokov  in tudi nagrado kritike  literarne nagrade Switzerland literary prize. 
Čuk je bil na izrednem volilnem občnem zboru 10. decembra 2024 izvoljen za predsednika Društva slovenskih pisateljev kot edini kandidat (dotlej je bil podpredsednik).

## Pesniške zbirke
- Pesniški list (1973)
- Šumenje modrega mahu (DZS, Ljubljana, 1974)
- Zakleta dežela (Založništvo tržaškega tiska, 1975)
- Suho cvetje (COBISS)
- Igra v matu (COBISS)
- Sledovi v pesku (COBISS)
- Ugrizi (COBISS)
- Zibelka neba (COBISS)
- Ko na jeziku kopni sneg